# Varannan damernas
Varannan damernas är ett politiskt initiativ i Sverige med syfte att främja kvinnlig representativitet i riksdagen. Begreppet myntades under Gerd Engmans utredning Varannan Damernas från 1987. Initiativet innebär att politiska valsedlar förses med varannan manlig och kvinnlig nominering. Begreppet förknippas ofta med dansbanans "damernas", de danser kvinnan avses invitera män upp till dans. Metaforen används för att förkroppsliga ändamålet med initiativet Varannan damernas, jämställd kvinnlig politisk representation. Initiativet inbegriper begreppet könskvotering, då syftet är att främja kvinnlig representation i statliga styrelser och kommittéer.

## Bakgrund

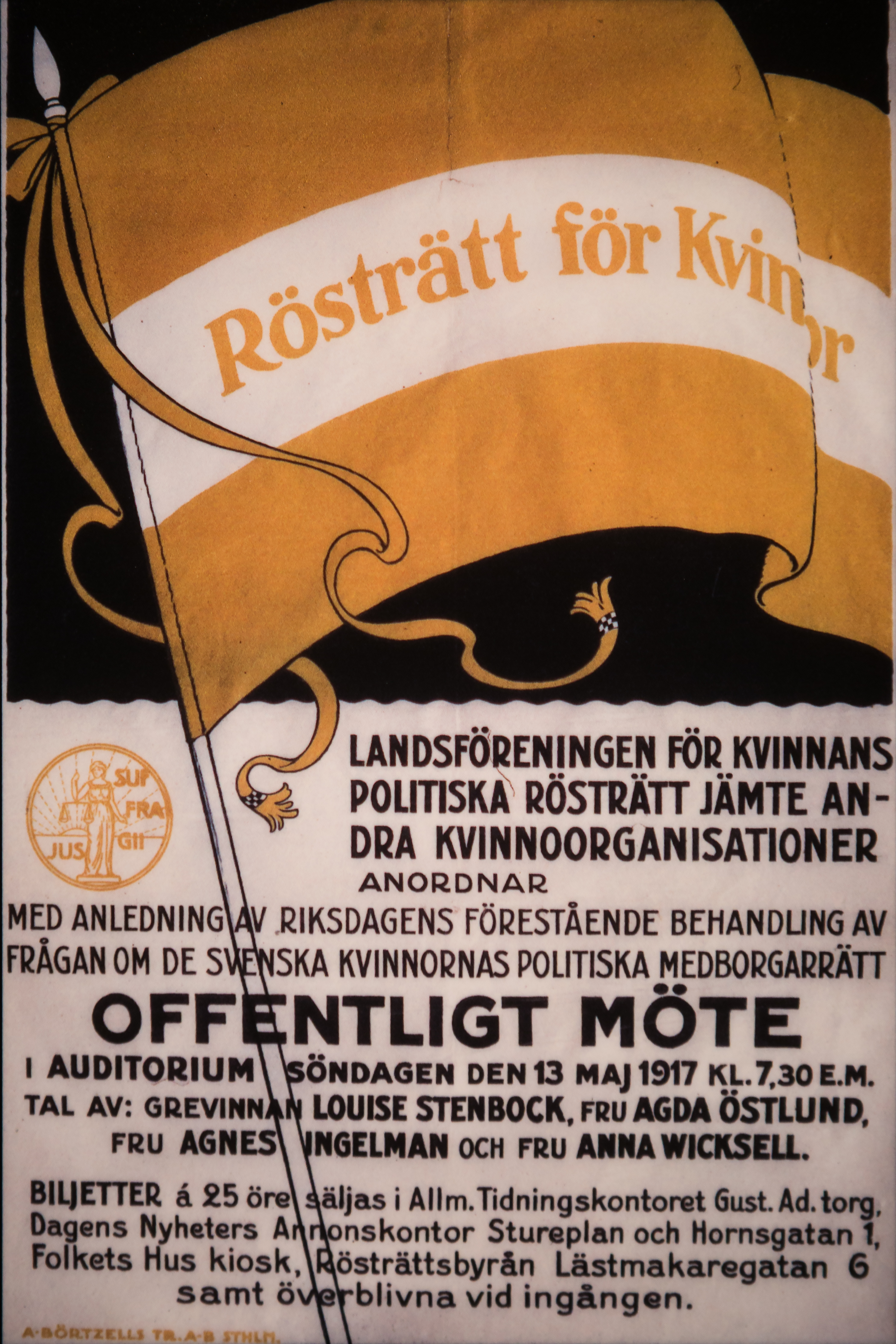
Mötesaffisch för kvinnlig rösträtt

Upptakten till Varannan Damernas skedde etappvis, från jämställd rösträtt till jämställd representativitet. Synen på kvinnan i det politiska rummet har genom tiden förändrats och förnyats. Viktiga faktorer till utvecklingen av Varannan Damernas är införandet av den kvinnliga rösträtten, kvinnans politiska representativitet mellan 1921 och 1970 samt hennes roll i familj och samhälle.

### Kvinnlig rösträtt i Sverige
Se även Landsföreningen för kvinnans politiska rösträtt.
År 1919, såsom sista nation i Norden, instiftades den kvinnliga rösträtten i Sverige. Instiftandet innebar dock begränsningar för individer som klassades stå utanför samhället, deras rösträtt utelämnades. Detta gällde bland annat omyndigförklarade individer, individer som fick socialbidrag och individer som inte hade fast adress. Rösträtten var i praktiken ännu inte allmän, det var endast den dåvarande uppdelningen avseende könstillhörighet som suddades ut. Konstitutionen blev alltså genusneutral men inte klassneutral. Innan stiftandet av jämställd rösträtt hade myndiga kvinnor, som uppfyllt de ekonomiska behörigheterna, möjligheten att rösta i kommunala val. Dessa kvinnor kunde i och med detta indirekt påverka vilka ledamöter som skulle sitta i den första kammaren. År 1909 initierades även kvinnlig valbarhet i de kommunala valen. Den kvinnliga rösträtten var fortsatt ingen självklarhet utan det krävdes att ett flertal organisationer och förbund kämpade för dessa demokratiska värderingar. Det krävdes 38 motioner, tre propositioner, två statliga utredningar och två decennier innan instiftandet 1919.

### Kvinnlig politisk representation 1921–1970
Se även Föreningen Kvinnolistan och Kommittén för ökad kvinnorepresentation.
Den bristfälliga kvinnliga politiska representationen kopplas i första hand ihop med kvinnosynen under tidigt 1900-tal. Kvinnan ansågs inte vara ett politiskt väsen utan snarare ansvarig för barn och familj. Att kvinnan inte var politiskt framgångsrik berodde på att hon inte hade tillräcklig reell politisk erfarenhet, menade dåtida konservativa politiker. De argumenterade även för att om kvinnan skulle få möjligheten att vara politiskt aktiv skulle hon inte ta den chansen. Politikerna menade att kvinnan inte skulle vara konstruktiv och rösta i tillräcklig utsträckning utan endast ägna sig åt missnöje och söka konflikt. Rösträttsreformen 1919 gav dock ett avtryck. Kvinnor började vid denna tidpunkt ställa krav på politiskt deltagande i riksdagen och ibland valdes kvinnliga representanter in på valsedlar.
De kvinnliga representanterna arbetade dock i motvind och ofta placerades de längst ner på valsedlarna på så kallade "pynteplatser". 1921, vid det första jämlika valet, valdes de första fem kvinnliga representanterna in i riksdagen. Kerstin Hesselgren (Frisinnade landsföreningen) valdes in till den första kammaren medan Elisabeth Tamm (Frisinnade landsföreningen), Agda Östlund (s.), Nelly Thüring (s.) och Bertha Wellin (s.) valdes in i den andra kammaren. Vad beträffar kvinnorepresentationen de nästkommande femtio åren steg den sparsamt med successivt. Vad gäller den andra kammaren dubblerades den valåret 1936, från fem till tio kvinnliga representanter. Under 1940-talet bestod den av 20 kvinnor vilket följdes upp av 1950- och 1960-talets 35 representanter. I första kammaren ökade den kvinnliga representativiteten under 1950- och 1960-talet från fyra till femton riksdagsledamöter.
De olika politiska partierna hade en ojämna fördelning av kvinnliga ledamöter. Medan socialdemokraterna och föregångarna till senare moderaterna och folkpartiet fick sina första kvinnliga ledamöter bland de första kvinnorna i riksdagen 1921, fick Vänsterpartiet sin första kvinnliga ledamot, Solveig Rönn-Christiansson, år 1937, och Centerpartiet sin första med Gärda Svensson år 1945. 
Det rådde också en skillnad i representation mellan första och andra kammaren i riksdagen. De flesta kvinnor valdes in i andra kammaren. Kerstin Hesselgren blev 1921 den första kvinnan i första kammare, där hon var den enda kvinnan till Anna Sjöström-Bengtsson 1943. Ebon Andersson och Gärda Svensson blev 1945 den tredje och fjärde kvinnan som invaldes i riksdagens första kammare. 
Ökningen under åren 1950–1970 skilde sig dock på den politiska spelplanen. Den socialdemokratiska riksdagsgruppens kvinnliga representativitet i andra kammaren ökade med 7 procent jämfört med Moderaternas riksdagsgrupp som föll 3 procent och Folkpartiets sänkning med 5 procent. Till skillnad från de andra partierna valdes Centerpartiets första kvinna in så sent som valåret 1968, då Gunnel Jonäng och Anna-Lisa Nilsson blev partiets första kvinnor i andra kammaren. Även Vänsterpartiet var sent ute, där valdes endast någon enstaka kvinna in under perioden 1950–1970. 1971 avskaffades tvåkammarsystemet och då utgjorde andelen kvinnliga politiska ledamöter 14 procent. Sammanvägt var 1921–1970 en motsägelsefull eftersom den jämlika rösträtten initierades trots att de politiska kvinnorna placerades långt ner på valsedlarna. Den jämställda rösträtten gav alltså inte upphov till likvärdig politisk representation.

### Könsrollsdebatten under 1960-talet
Se även Samarbetskommittén för ökad kvinnorepresentation.

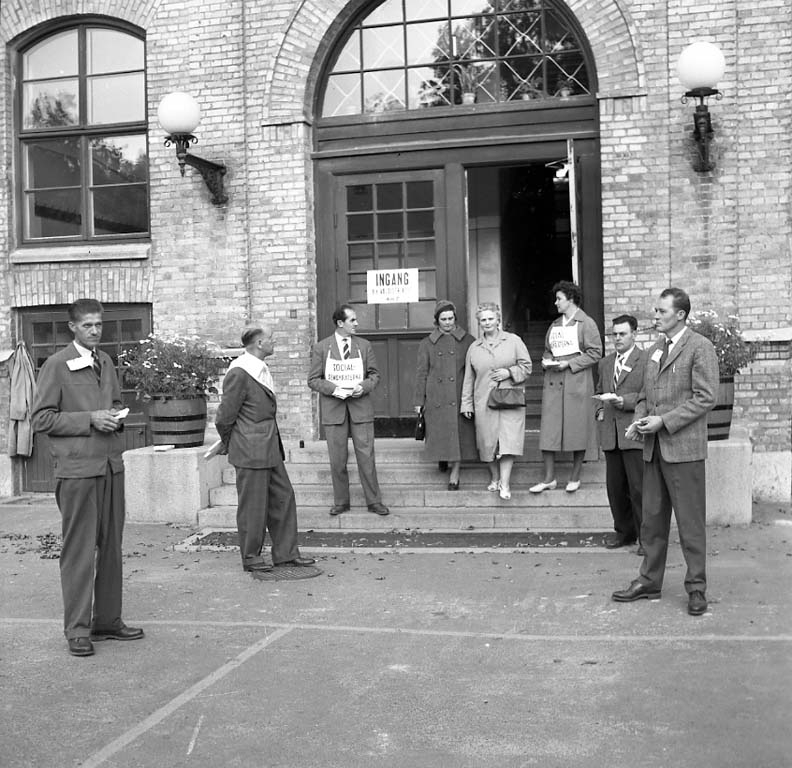
Valdagen 18 september 1960 i Bohuslän

Liberalen Eva Mobergs verk Kvinnans villkorliga frigivning från 1961 ifrågasatte den samtida kvinnorollen och blev avsparken till könsrollsdebatten under 1960-talet. Problemet som ifrågasattes var ojämlikheten mellan män och kvinnor avseende arbete och familj. Debattens syfte var att väcka diskussion och reaktion samt åtgärda problemet i fråga. Mellan 1920- och 1960-talet pågick det en tyst överenskommelse i samhället, där kvinnor tenderade att vara hemmabundna och ta hand om barn och familj. Männen i sin tur förutsattes utbilda sig, arbeta och göra karriär. Förhållandet skapade orättvisa, ojämlikhet och med det ett behov för en samhällelig debatt. 1960-talet i sin helhet genomsyrades av den debatt Moberg väckt till liv, en debatt som utmynnade i att begreppet jämställdhetspolitik grundades.
Det var främst socialdemokrater och liberaler som drev frågan om könsrollerna vidare och under decenniet förändrades attityderna till könsrollerna. Trots detta kvarstod flera praktiska problem, som brist på jämställda löner och arbetsvillkor. Debatten medförde även ett ökat intresse för kvinnofrågor samt kvinnligt politiskt engagemang. Inom flera partier bejakades emellertid debatten efterhand. Folkpartiet lade exempelvis fram initiativet Radikal Familjepolitik, ett familjepolitiskt program med krav på bland annat jämställda löner och utbildning. Liberalen Eva Moberg fortsatte sitt driv för den jämställda kvinnan och framförde krav om daghem och utbildning. Likt Folkpartiet fortsatte Socialdemokraterna att driva på frågan om könsroller men diskuterade frågan utifrån ett klassperspektiv, till skillnad från Folkpartiet vars tolkning hade sin tyngd i lika rättigheter och skyldigheter. Centerpartiet talade för en reformerad familjepolitik medan Vänsterpartiet såg problematiken med könsrollerna som en ideologisk kamp. Könsrollsdebatten blev med detta alltmer polariserad. Konservativa partier som exempelvis Högerpartiet och religiösa grupper utgjorde i sammanhanget en motopinion i debatten. De delade under denna tid liknande traditionella och konservativa tankar vad gäller könsroller och jämställdhet.

## Starten i Järfälla

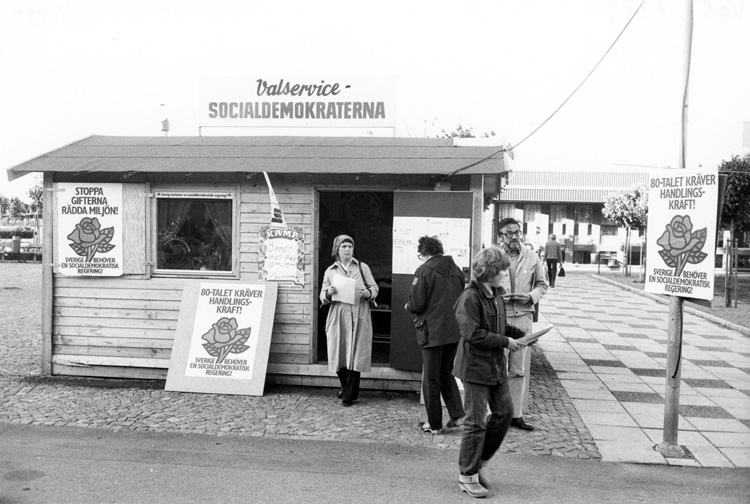
Socialdemokraterna. Järfälla Arbetarekommun. Valkampanjen inför Riksdags-, Landstings- och Kommunalvalet 1979. Socialdemokraternas torgmöte i Viksjö centrum, Järfälla.

Redan år 1928 uppmärksammade Socialdemokratiska kvinnoförbundet i Järfälla frågan om könskvotering i en motion till partikongressen. Motionens krav var att minst en kvinna skulle kvoteras in i politiska uppdrag. Motionen röstades ned av den anledning att partistyrelsen ansåg förslaget som odemokratiskt. Det dröjde fram till 1960-talet innan diskussionen togs upp igen.
Järfälla var ett samhälle i stor förändring under 1960-talet, bland annat orsakat av att kommunens befolkning växte markant. Under tidigt 1900-tal levde det 1100 invånare i kommunen och 60 år senare var antalet 16 700. Järfälla fortsatte växa och i slutet av 1960-talet levde det uppemot 40 000 invånare i kommunen. De nyinflyttade var en ny engagerad politisk kraft, till stora delar från arbetarklassen och socialdemokrater. Arbetarklassen var jämfört med tidigt 1900-tal relativt välutbildad och sökte sig till arbetarekommunen och kvinnoklubbarna.
Under det att kommunens befolkning ökade ökade även behovet av personal inom vård och omsorg, vilket gav nya möjligheter till arbete. Strukturella orsaker som brist på mödravård och barnomsorg bidrog till svårigheter för kvinnor att integrera sig på arbetsmarknaden, vilket resulterade i ett kollektivt kvinnligt missnöje. Bristen på daghem var upptakten till de varvade valsedlarna eftersom kvinnorna i arbetarekommunen såg det som sin uppgift att lösa det problemet. Men trots sitt medlemskap i arbetarekommunen uteslöts alltjämt kvinnor i det verkställande utskottet, från möten och andra politiska sammanhang. Utfrysningen av den politiska kvinnan ledde till att hon sökte sig till kvinnoklubbarna som blev den nya mötesplatsen för de socialdemokratiska kvinnorna i Järfälla. Kvinnoklubbarnas mål var att få upp barnomsorgen på den kommunalpolitiska agendan. En sådan utveckling kunde endast ske om det fanns fler kvinnor på valsedlarna menade kvinnoklubbarna.
En av nycklarna till kvinnligt politiskt engagemang visade sig alltså vara barnpassningen. Den gav kvinnorna möjligheten att ta sig till de politiska sammanträffandena. En annan nyckel var en studiesatsning på kvinnor i partidistriktet. I takt med att fler kvinnor utbildade sig och fick möjlighet att gå på politiska möten ökade sammanhållningen i kvinnoklubbarna. Kvinnor deltog oftare på arbetarekommunens sammanträffar och i den politiska debatten. Andra kreativa metoder, exempelvis uppträdanden på gator och torg, synliggjorde kvinnorna och utökande samtidigt deras inflytande på den politiska spelplanen. Ett stöd som gjorde att utvecklingen till Varannan damernas och jämlika valsedlar blev effektivare, samt att genomförandet kunde ske utan större motsättningar.

### Varvade listor 1970–1994
Till kommunalvalet 1970 inrättades de första varvade listorna, Järfällas socialdemokrater tog beslutet att valsedlarna skulle varvas från plats elva. De varvade listorna gav resultat och den kvinnliga representationen steg från 17 till 34 procent. Utvecklingen fortsatte och till kommunalvalet 1973 togs ännu ett steg mot de varvade listorna, på de listorna var de första fyra män och resten var varvad. Detta gav som resultat att den kvinnliga representationen steg till 43 procent. 1976 var året listorna varvades helt, oavsett det mandat Socialdemokraterna skulle få i Järfälla skulle hälften av dem vara kvinnor. Under partikongressen 1993 togs beslutet att initiera varvade listor i riksdagsvalen. Ingvar Carlsson, dåvarande partiordförande för Socialdemokraterna, var för förslaget om varvade listor, utmaningarna låg i hur man skulle gå till väga. Att beslutet om varvade listor fattades vid denna tidpunkt berodde på att partiet ansågs moget nog för en sådan utveckling och Carlsson menar att det var "helt naturligt". Händelser under 1970- och 1980-tal är avgörande faktorer till utvecklingen. I takt med att tiden förändrades, förändrades även attityder och synen på kvinnan samt hennes plats i samhället. Maj-Lis Lööw som var drivande i frågan om de varvade listorna antydde att: "Tiden ska vara mogen annars går det inte att göra revolution. Idealet är ett tryck underifrån". Andra faktorer som utbildning, påverkansarbete och sammanhållning mellan de kvinnliga Socialdemokraterna i Järfälla möjliggjorde vägen till de varvade listorna. Riksdagsvalet 1994 gick Socialdemokraterna till val med varvade listor. Socialdemokraterna vann valet och statsminister Ingvar Carlsson utkorade sin regering till världens första jämställda regering.

## Utredningen 1987

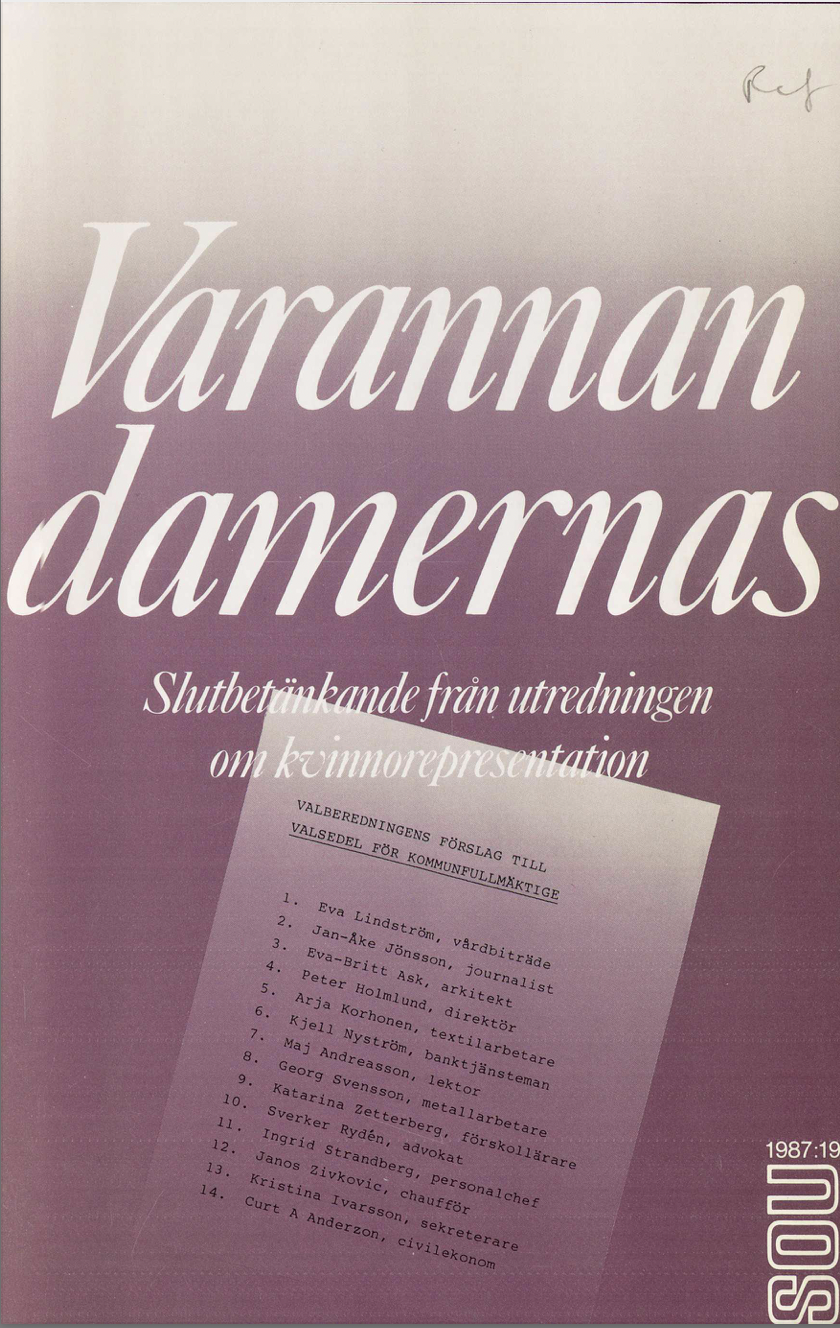
Omslag Varannan damernas; slutbetänkande från utredningen om kvinnorepresentation (1987).

Begreppet Varannan damernas myntades under Gerd Engmans utredning om kvinnlig politisk representation från 1987. Sekreterare Ann Boman ansåg att utredningen var i behov av ett bra namn som skulle öka engagemanget för frågan. Det var under ett samtal mellan Ann Boman och hennes dåvarande pojkvän begreppet för första gången kom på tal. År 1987 skickades utredningen Varannan damernas till statsrådet Anna-Greta Leijon. Utredningens syfte skulle vara "inledningen till ett intensivt och konstruktivt arbete för att förverkliga målet om jämn könsfördelning i alla de statliga organ utredningen omfattade".

### Anledning till ökad kvinnorepresentation
Under utredningen togs demokratifrågan upp som en av tre anledningar till ökad kvinnlig politisk representation. Den kvinnliga befolkningen utgör för det första hälften av den totala befolkningen, kvinnlig politisk representation är därför en grundpelare i politiken rent demokratiskt. Sverige har för det andra haft jämställd rösträtt sedan 1919 men kvinnors möjlighet att påverka i politiska val når inte samma utsträckning. För det tredje ska riksdag och regering återspegla befolkningen och vara en representation av allmänheten.
Den andra anledningen, Resursfrågan, omfattas av att det kvinnliga politiska perspektivet behövs för att vidga den politiska intressesfären då kvinnor och mäns erfarenheter skiljer sig åt. Jämställt kvinnligt inflytande behövs för att skapa relevans till politiska frågeställningar men även för att belysa kvinnofrågor som ofta hamnar i skymundan. Kvinnligt perspektiv berikar inte endast områden som omsorg och vård, områden där kvinnor utgör majoritet inom, utan även frågeställningar inom hela det politiska landskapet.
Den tredje anledningen, Intressefrågan, berör också olikheten i mäns och kvinnors erfarenheter men riktar sig till kvinnan respektive mannen som social grupp. Kvinnans perspektiv måste här tillgodoses och vara den samma som hennes respektive mans för att resurserna ska fördelas jämlikt samt för att både män och kvinnors intressen ska gynnas.

### Könskvotering som åtgärd
Könskvotering är en stark aktiv åtgärd med syfte att minska ojämlikheten mellan två grupper. I utredningen delas hindren till politisk jämställdhet in i tre delgrupper, varpå den första är könsneutrala åtgärder som handlar om att åtgärderna gentemot män respektive kvinnor bör vara oberoende av kön. Utredningen menar att samhället präglas av systematisk mansdominans och att åtgärderna bör återspeglas av det, alltså genom icke könsneutrala åtgärder som könskvotering. Det andra hindret är att andra principer väger tyngre, alltså i koalition mellan två frågor så är det oftast den fråga som gynnar männen som segrar. Det sista hindret benämns som frivillighetens väg, vilket grundas i att kvinnor och män ska ha samma engagemang för att förverkliga en jämställd politisk spelplan. Hindret handlar alltså om att jämställdheten, genom naturen, bör komma automatiskt. Att varva valsedlarna skulle därför förhindra frivillighetens väg.
De vanligaste invändningarna mot könskvotering beror på ideologiska orsaker. Utredningen belyser här två "misstag" eller "vanföreställningar" där delar av allmänheten anser utgöra relevanta invändningar mot könskvotering. Den första punkten är att kvinnan inte är i minoritet och därför bör hennes politiska makt inte speglas därefter. Den andra punkten gäller antagandet att kvinnor saknar självinsikt. Antagandet grundar sig i missuppfattningen att kvinnor som kandiderar till politiska uppdrag saknar kompetens. Att kvinnor oavsett avsaknad av kompetens ställer upp till val är en generalisering menar utredningen.

### Regler om kvinnorepresentation i Norden
Utredningen belyste övriga nordiska länders situation vad gäller kvinnlig politisk representativitet. Alla övriga nordiska länder hade under 1980-talet redan lagar som syftade till att främja kvinnlig representativitet i offentliga styrelser och nämnder. Norge, en pionjär inom området, visade på den högsta kvinnliga representativiteten inom statliga styrelser samt de mest utvecklade lagarna på området. Forskare menar att den genomgripande norska lagstiftningen varit orsaken till den ökade representativiteten. Alla statliga och kommunala organ ska bestå av båda könen och en jämn fördelning ska eftersträvas. En "minimiregel" används för att uppnå målet. Minimiregeln innebär att "minst två ledamöter och minst två av suppleanterna ska tillhöra det ena könet (vilket i praktiken innebär: vara kvinnor)".
Utvecklingen fram till reglerna skedde i etapper. Åtgärderna för att stärka kvinnans roll i offentliga organ kan dateras till resolutionen 1973, åtgärder som stärktes återigen 1976. Skärpningen gjordes eftersom resolutionen inte gav tillräckligt lyckat resultat. För att fortsättningsvis stärka kvinnans roll diskuterades införandet av en tänkbar lagändring. Huvudmålet var att alla offentliga organ ska eftersträva en jämn könsfördelning genom att nomineringsförslagen skulle innehålla dubbla antalet nomineringar så att män och kvinnor kunde få lika antal platser bland de nominerade. Ett förslag som inte begränsade organisationernas rättigheter eftersom kvinnor likt män anses kunna framföra organisationens ställningstagande. Förslaget fastslogs i § 21 men förändrades senare 1983. Förändringarna gällde den kommunala sektorn och resolutionen från 1976 upphävdes. För att fylla den tidigare resolutionens plats beslutades resolution 1983, en resolution med regler om hur kvinnlig politisk representativitet ska främjas. De norska reglerna är de mest utvecklade av alla kvinnofrämjande regler i Norden. Reglerna har verkat i längst tid och haft störst verkan. Även andra nordiska länder har drivit frågan om kvinnlig representativitet framåt och Danmark har till och med en egen lag i syfte att främja kvinnlig representativitet. De andra nordiska länderna har istället utökat sin jämställdhetslag.

### Förslag till riksdagen
I utredningen punktas konkreta mål för ökad kvinnorepresentation upp i följande ordning:
- "Regeringen antar som mål att en jämn könsfördelning i statliga organ skall vara uppnådd år 1998."[25]
- "Regeringen antar som etappmål att kvinnorepresentationen i statliga organ skall vara minst 30% år 1992 och minst 40% 1995."[25]
- "Regeringen avsätter medel för en treårig projektverksamhet som syftar till att öka kvinnorepresentationen i statliga organ samt att kostnaderna belastar tionde huvudtitelns anslag A 7, särskilda jämställdhetsåtgärder."[25]
- "Regeringen år 1992 föreslår riksdagen att lagstifta om jämn könsfördelning om kvinnorepresentationen i statliga organ då inte uppgår till minst 30%."[25]
- "Nuvarande bestämmelse om gemensam beredning vid större förändringar skärps så att den även gäller vid kompletterande utnämningar under mandatperioden."[25]
- "De förordningar där regeringen anger metoder för att förbättra kvinnorepresentationen kontinuerligt utvärderas och och omprövas."[25]
- "Regeringen årligen redovisar könsfördelningen i statliga styrelser och kommittéer för riksdagen."[25]
- "Regeringen stimulerar olika forskningsorgan att i ökande omfattning initiera, finansiera och bedriva forskning om kvinnors möjlighet till inflytande och makt i samhället."[25]

## Följder av utredningen
Könskvoteringen inom politiken fick inte något rättsligt fäste eftersom Sverige inte upplevde sig vara i behov av en sådan lagstiftning. Sverige hade tagit politiskt ansvar för frågan och kvinnorepresentationen ökade stadigt. Utredningen hade direkt effekt på det socialdemokratiska partiet och därmed indirekt effekt på de andra partierna. De andra partierna tvingades således att utveckla den genusjämlika standarden. Sedan 1994, det året Socialdemokraterna debuterade med de varvade listorna i riksdagsvalet, har andelen ministrar i alla partier på den politiska skalan ökat. Varannan damernas förändrade alltså den politiska spelplanen och i huvudsak främjade kvinnlig politisk representation.

### Kvinnlig politisk representationen 1985–2020

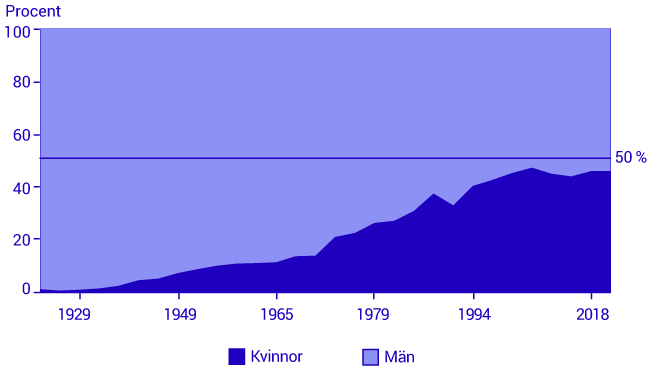
Riksdagens sammansättning efter val 1921–2022

Anledningen till kvinnans politiska representativitet baserades under tidsperioden 1985–2020 inte på kvinnans bristfälliga politiska erfarenhet, utan snarare på samhälleliga problem gällande maktstrukturer och mansdominans. Idén om att kvinnans brist på politisk skolning och att hennes nödvändigheter att ägna sig åt hemarbete och barnuppfostran var härmed förgången. Problemet av kvinnlig underrepresentation ansågs av somliga som ett strukturellt problem som behövde strukturella lösningar - Varannan damernas. Under 1980-talet ökade vissa politiska partier sin strävan mot politisk jämlikhet och könskvotering ansågs däribland som en legitim lösning för problemet. Andra partier argumenterade att kvinnan redan hade en väl anpassad politisk skolning och erfarenhet, hon behövde dock utveckla sin förmåga att utöva avancerat ledarskap samt utöka sitt kontaktnät.
De partier som tidigt antog könskvotering och de varvade listorna i praktiken var Vänsterpartiet, Socialdemokraterna och Miljöpartiet. De partier som inledningsvis behöll de gamla sedvänjorna var Centerpartiet, Folkpartiet, Moderaterna och Kristdemokraterna. År 1985 bestod riksdagen av 28 procent kvinnor respektive 72 procent män och år 1998 hade representation ökat avsevärt till 43 procent kvinnor respektive 57 procent män. Appliceringen av de varvade listorna i riksdagsvalet 1994 är en möjlig orsak till den ökade representationen likväl synen på kvinnan i politiken och det förnyade samhället. År 2020 bestod Riksdagen av 45 procent kvinnor respektive 55 procent män.

### Partiernas strategier till ökad kvinnorepresentation

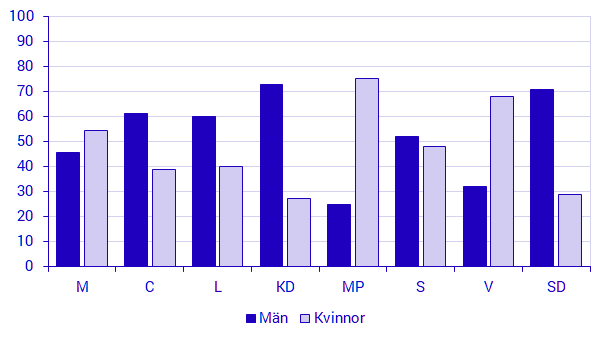
Valda i riksdagsval, män och kvinnor per parti, 2018, procent

Sveriges riksdag håller i sin helhet en jämn könsfördelningsstandard, trots detta förekommer det variationer mellan partierna. Socialdemokraternas varvade valsedlarna fick en varierad reaktion av de olika partierna. Alla partier hade sin egen syn på hur jämlik kvinnlig representation skulle tillämpas. Vänsterpartiet etablerade könskvotering till en början som en rekommendation. Orsaken till detta var att partiet till 40 procent bestod av kvinnor, valsedlarna skulle alltså återspegla antalet kvinnliga medlemmar. Könskvotering som medel är inkluderat i Vänsterpartiets stadgar: "Kvinnor skall vara representerade i valda organ och på förtroendeposter med minst 50 procent om inte synnerliga skäl förhindrar detta".
Miljöpartiet bejakade också de varvade valsedlarna och rekommenderade sina avdelningar att följa den socialdemokratiska metoden. Däremot beslutar inte Miljöpartiets kongresser över sina avdelningars verksamhet, trots detta har många lokal- och regionalavdelningar krav på kvinnlig politisk representativitet inskrivet i sina stadgar. Inom Centerpartiet finns inget beslut om varvade listor men det finns riktlinjer för kvinnlig representation i partiets stadgar. Vad beträffar Liberalerna råder det också rekommendation om varvade listor. Rekommendation infördes i mitten av 1970-talet, beslutet har sedan dess uppmuntrats inför varje valår.
Moderaterna är ett parti mot kvotering av alla slag men inför valet 2009 sattes tre krav på valsedlarna. Det första gäller att var femte kandidat ska vara ny. Det andra beträffar ett krav på att könen ska vara representerade med minst 40 procent. Det tredje kravet innebär att hela valsedeln ska representera hela väljarkåren. Kristdemokraterna har en regel om en 40/60-representation som antogs 1987, ett förslag som kom från ett kristdemokratiskt kvinnoförbund. Sverigedemokraterna är på samma sätt som Moderaterna mot könskvotering, partiet menar att skicklighet och förtjänst som skall avgöra platsen på valsedlarna.